# Śledziokształtne
Śledziokształtne (Clupeiformes) – rząd ryb promieniopłetwych obejmujący ryby słonowodne, słodkowodne i wędrowne o dużym znaczeniu ekonomicznym. Do najbardziej znanych przedstawicieli należą śledzie, szprot i sardynki.

## Cechy charakterystyczne rzędu
- czaszka stosunkowo słabo skostniała
- łuski cykloidalne, koliste
- płetwa ogonowa homocerkalna, pozornie symetryczna
- promienie płetw miękkie, członowane, czasem w wyjątkiem pierwszych 2–4 promieni płetwy grzbietowej i odbytowej, które mogą być elastyczne
- płetwy piersiowe osadzone nisko na bokach ciała, a brzuszne w tylnej części brzucha
- brak płetwy tłuszczowej
- jednakowo rozwinięte kręgi kręgosłupa
- nieparzysty lemiesz położony na środku podniebienia
- pęcherz pławny otwarty do przełyku
- brak aparatu Webera
- średnia długość ciała nie przekracza 75 cm

## Systematyka
Rodziny zaliczane do śledziokształtnych:
- Denticipitidae Clausen, 1959 – kolcobródkowate
- Spratelloididae Jordan, 1925
- Engraulidae Gill, 1861 – sardelowate
- Clupeidae Cuvier, 1816 – śledziowate
- Chirocentridae Bleeker, 1849 – dorabowate
- Dussumieriidae Gill, 1861
- Pristigasteridae Bleeker, 1872
- Ehiravidae Deraniyagala, 1929
- Alosidae Svetovidov, 1952
- Dorosomatidae Gill, 1861